# دايفيد روس
دايفيد روس (بالإنجليزية: David Ross) (و. 1977  م) هو لاعب كرة قاعدة، من الولايات المتحدة، ولد في بينبردج، جورجيا، يلعب كملتقط.

## التعليم
تعلم في جامعة أوبرن، وجامعة فلوريدا.

## روابط خارجية
- دايفيد روس على موقع دوري كرة القاعدة الرئيسي (الإنجليزية)
- دايفيد روس على موقعبيزبول رفرنس.كوم (الدوري الرئيسي) (الإنجليزية)
- دايفيد روس على موقعبيزبول رفرنس.كوم (الدوري الثانوي) (الإنجليزية)
- دايفيد روس على موقع إي إس بي إن.كوم (أم.أل.بي) (الإنجليزية)
- دايفيد روس على موقع مشجعي الرسوم البيانية (الإنجليزية)